# 가스파드
가스파드(본명: 전용식, 1983년 6월 10일 ~ )은 대한민국의 만화가이다. 2012년 자신과 친구들의 일상을 그린 선천적 얼간이들로 데뷔했다.

## 대표작
- 선천적 얼간이들[3][4][5]
- 전자오락수호대[6][7][8]

## 수상
- 제 11회 부천국제만화축제 우수상[4]